# Covão dos Conchos
Covão dos Conchos là một hồ nước nhân tạo ở vùng núi Serra da Estrela, trong khuôn viên Vườn quốc gia Serra da Estrela, Trung bộ Bồ Đào Nha. Hồ nước này nổi tiếng với chiếc đập tràn miệng chuông như một hố nước không đáy.
Hồ nước và đập tràn Covão dos Conchos được xây dựng vào năm 1955 với mục đích chuyển dòng nước từ một con sông ở Ribeira das Naves đến hồ chứa nước Lagoa Comprida, nơi xây đập thủy điện, thông qua đường hầm thu nước dài 1.519 mét. Chiếc phiễu thu nước có chiều cao 4,6 mét và có chu vi 48 mét. Toàn bộ hệ thống này là một phần của hệ thống đập thủy điện Serra da Estrela.
Chiếc đập tràn kỳ ảo của hồ nước Covão dos Conchos ít được công chúng và du khách biết đến cho đến năm 2016, khi những bức ảnh về chiếc phiễu thu nước này lan truyền trên  mạng internet vào năm 2016. Mặc dù là một công trình nhân tạo, nhưng qua hơn 60 năm sử dụng, rêu và cỏ bụi đã mọc lên miệng phễu, làm tăng thêm vẻ quyến rũ thanh tao tự nhiên của nó.